# Jenji Kohan

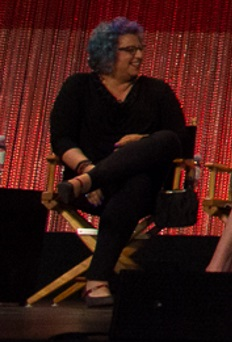
2014

Jenji Leslie Kohan (* 5. Juli 1969 in Los Angeles) ist eine US-amerikanische TV-Autorin, Produzentin und Regisseurin. Sie wurde vor allem als Schöpferin der Dramedy-Serie Weeds – Kleine Deals unter Nachbarn und der Netflix-Serie Orange Is the New Black bekannt. 1996 gewann sie den CableACE Award, für die Serie Tracey takes on… . Sie wurde für neun Emmys nominiert und gewann 1997 einen Emmy als Überwachende Produzentin (Supervising Producer), ebenfalls für die Comedy-Serie Tracey Takes On... .

## Leben
Jenji Kohan wurde in eine jüdische Familie in Los Angeles geboren.  Sie ist die Tochter der Romanautorin Rhea Kohan (geborene Arnold) und des Drehbuchautors, Produzenten und Komponisten Alan W. „Buz“ Kohan. Kohan hat zwei ältere Brüder, die Zwillinge Jono und David. Sie stammt aus einer Showbiz-Familie; ihr Vater Buz gewann einen Emmy als Fernsehautor und ihr Bruder David ist ein Emmy-preisgekrönter TV-Produzent.
Sie wuchs in Beverly Hills, Kalifornien auf. Sie ging zunächst zur Brandeis University, wechselte aber im zweiten Studienjahr zur Columbia University. Sie beendete ihr Studium dort 1991 mit einem Abschluss in Anglistik.
Jenji Kohan ist mit Christopher Noxon verheiratet. Das Ehepaar hat drei Kinder.

## Filmografie
- 1994: Der Prinz von Bel-Air – Autorin (1 Folge, Stop Will! in the Name of Love)
- 1996: Boston Common – Autorin (1 Folge, Relationship of Fools)
- 1996–1999: Tracey Takes On... – Autorin (18 Folgen); Überwachende Produzentin / Produzentin (47 Folgen)
- 1997: Verrückt nach dir – Produzentin, Autorin (1 Folge, The Recital), (1 Folge, Astrologie) geschrieben
- 1998: Sex and the City – Geschichte (1 Folge, The Power of Female Sex)
- 2000: Gilmore Girls – Produzentin (12 Folgen), Autorin (1 Folge, Kiss and Tell)
- 2002: Will & Grace – Autorin (1 Folge, Fagel Attraction)
- 2002: My Wonderful Life (TV) – Autorin, Ausführende Produzentin
- 2004: The Stones – Autorin, Ausführende Produzentin
- 2005–2012: Weeds – Kleine Deals unter Nachbarn – Schöpferin, Autorin, Ausführende Produzentin (102 Folgen)
- 2009: Ronna & Beverly (TV) – Autorin, Ausführende Produzentin
- 2010: Tough Trade (TV) – Schöpferin, Autorin, Ausführende Produzentin
- 2013–2019: Orange Is the New Black – Schöpferin, Autorin, Ausführende Produzentin
- 2017: GLOW (Netflix-Serie) – Geschäftsführende Produzentin
- 2024: The Decameron (Netflix-Serie) –  Ausführende Produzentin

## Trivia
Im Jahr 2014 wählte das Time Magazine Jenji Kohan als „Schöpferin unvergesslicher Charaktere“ unter die 100 einflussreichsten Menschen.